# Erigone poeyi
Erigone poeyi là một loài nhện trong họ Linyphiidae.
Loài này thuộc chi Erigone. Erigone poeyi được Eugène Simon miêu tả năm 1897.